# Terry Winter (cantante)
Thomas William Standen, conocido artísticamente como Terry Winter (São Paulo; 8 de mayo de 1941 - 22 de septiembre de 1998) fue un cantautor brasileño. Tuvo un par de éxitos, "Summer Holiday" (Vacaciones de verano) y "You'll notice me" (Descubrirás que yo existo), que en los años 1970 le posicionaron en un lugar importante en listas de popularidad latinoamericanas.
Descendiente de Inglés, Winter fue un profesor de Inglés en los años 60 , antes de tener  éxito como cantante. En la música, surgió en Jovem Guarda llamado Tommy Standen, en calidad de compositor, y también ha grabado canciones de artistas como Nilton César ("Cuando voy a decirle al mundo" en 1966 ) y Ronnie Von ("Principito", asociado con Fred Jorge , en 1967 ). Al mismo tiempo, lanzó sus propios registros, como los singles "The Warm" y "El Balcón".
No figuró en Billboard por lo que su fama se limitó a aquellos países donde se escuchaba música en inglés aún sin conocer el origen del cantante. La rareza de sus discos convierte al material discográfico de Winter en piezas de colección. Aunado a ello la muy escasa información sobre el cantante lo han transformado en un ícono característico perteneciente a los "One hit wonder" (maravillas de un solo éxito), debido al hecho de ser conocido básicamente por su gran éxito internacional "Summer Holiday" (canción traducida al español como "Vacaciones de verano") de 1972.

## Esbozo biográfico
Hijo de Charlie y Tessie Standen -matrimonio de ascendencia inglesa-, Thomas nació en São Paulo, Brasil en 1941. En los años 1960 formó parte del movimiento musical juvenil brasileño denominado Jovem Guarda ("Nueva Ola" -corriente musical fuertemente influenciada por The Beatles y otros músicos de la Ola inglesa), durante ese período usó el nombre de Thomas Standen o Tommy Standen. Sus canciones fueron grabadas por artistas como Nilton Cesar "Ao Mundo Vou Contar" -1966- y Ronnie Von "Pequeno Príncipe" -bajo el nombre de Fred Jorge en 1967-, paralelamente lanzó sus discos "O Quente" -1966- y "A Varanda"-1967-. A principios de los años 1970, al igual que muchos compatriotas suyos, como Morris Albert o Dave Maclean, cambió a un nombre artístico, Terry Winter, a fin de aparentar ser extranjero y con ello lograr fama. Fue precisamente durante esa década cuando logró cierto éxito. Posteriormente se presentaría en el programa de Silvio Santos en donde reveló su nacionalidad y que incluso cambiaría nuevamente de nombre a Thomas Williams, cambio que no ocurrió.
Winter/Standen pronto dejó de tener éxito como intérprete sin embargo continuó actuando gracias a una nueva metamorfosis al llevar el nombre de Chico Valente. Logró ciertos éxitos locales en Brasil, como "Sonho De Um Caminhoneiro", "Mãe De Leite", ambos temas grabados por Milionario y José Rico, "Convite De Casamento" grabada por Athayde e Alexandre, "Meu Velho Amigo" grabada por Tonico e Tinoco y "Rei do Gado" tema de apertura de la telenovela de nombre homónimo transmitida por la Red Globo. Todos ellos escritos en coautoría con Nil Bernardes (Neil Bernard) con quien escribió "Summer Holiday".
Standen falleció a causa de neumonía el 22 de septiembre de 1998.

## Discografía

### Álbumes
- 1971: Terry Winter [New Records]
- 1973: Terry Winter [RCA]
- 1974: Terry Winter (con Phobus) [RCA]
- 1976: Everybody Knows That I Love You [RCA]
- 1979: Terry Winter [PHILIPS/Phonogram]
- 1988: Pleasure [3M]

### Éxitos de Terry Winter
- Summer Holyday (1972) Capitol Records
- You'll notice me (1972) Capitol Records
- Our Love Dream (1972)
- Vacaciones de verano - (1972) Discos Apolo
- Descubrirás que yo existo - (1972) Discos Apolo